# A Flower
「A Flower」（ア・フラワー）は、日本の音楽デュオ・RYTHEMの18作目のシングル。

## 解説
- 事実上の最終リリースシングル盤。

## 収録曲
1. A Flower（作詞・作曲:新津由衣／編曲:河野伸／新津由衣）
2. After hours, Before sleep（作詞:新津由衣／作曲:RYTHEM／編曲:益田トッシュ、RYTHEM）
3. A Flower（Instrumental）
4. After hours, Before sleep（Instrumental）

## 収録アルバム
- リズム (#1,2)